# Grotki
Grotki – wieś sołecka w Polsce położona w województwie mazowieckim, w powiecie białobrzeskim, w gminie Radzanów. Leży u źródeł rzeki Pierzchnianki. 
| SIMC    | Nazwa            | Rodzaj                |
| ------- | ---------------- | --------------------- |
| 0634800 | Grabina          | przysiółek do 2024 r. |
| 0634816 | Wólka Rogalińska | przysiółek            |

Wieś wzmiankowana w XVI w. jako Wola Grotowa. W XIX wieku własność i siedziba Sienkiewiczów oraz miejsce pobytu pisarza w dzieciństwie.
W latach 1954–1968 wieś należała i była siedzibą władz gromady Grotki, po jej zniesieniu w gromadzie Radzanów. W latach 1975–1998 miejscowość administracyjnie należała do województwa radomskiego.
Wierni Kościoła rzymskokatolickiego należą do parafii pw. Nawiedzenia NMP w Bukównie. 